# スイミング (深田恭子の曲)
「スイミング」は、深田恭子の5枚目のシングル。ポニーキャニオンから2001年6月6日に発売。

## 概要
シングル表題曲はコーセー「Fashio」CMソング。
CD-EXTRA仕様となっており、コーセー「Fashio」のテレビコマーシャルフィルムを収録。

## 収録曲
| 全作詞: こなかりゆ、全作曲: ハルユキ。 |                         |            |            |          |      |
| #                                      | タイトル                | 作詞       | 作曲・編曲 | 編曲     | 時間 |
| 1.                                     | 「スイミング」          | こなかりゆ | ハルユキ   | 亀田誠治 | 3:47 |
| 2.                                     | 「Universe」            | こなかりゆ | ハルユキ   | 河野伸   | 4:27 |
| 3.                                     | 「フィギュア」          | こなかりゆ | ハルユキ   | 河野伸   | 4:42 |
| 4.                                     | 「スイミング（Inst.）」 | こなかりゆ | ハルユキ   | 亀田誠治 | 3:47 |